# Spencer County (Indiana)

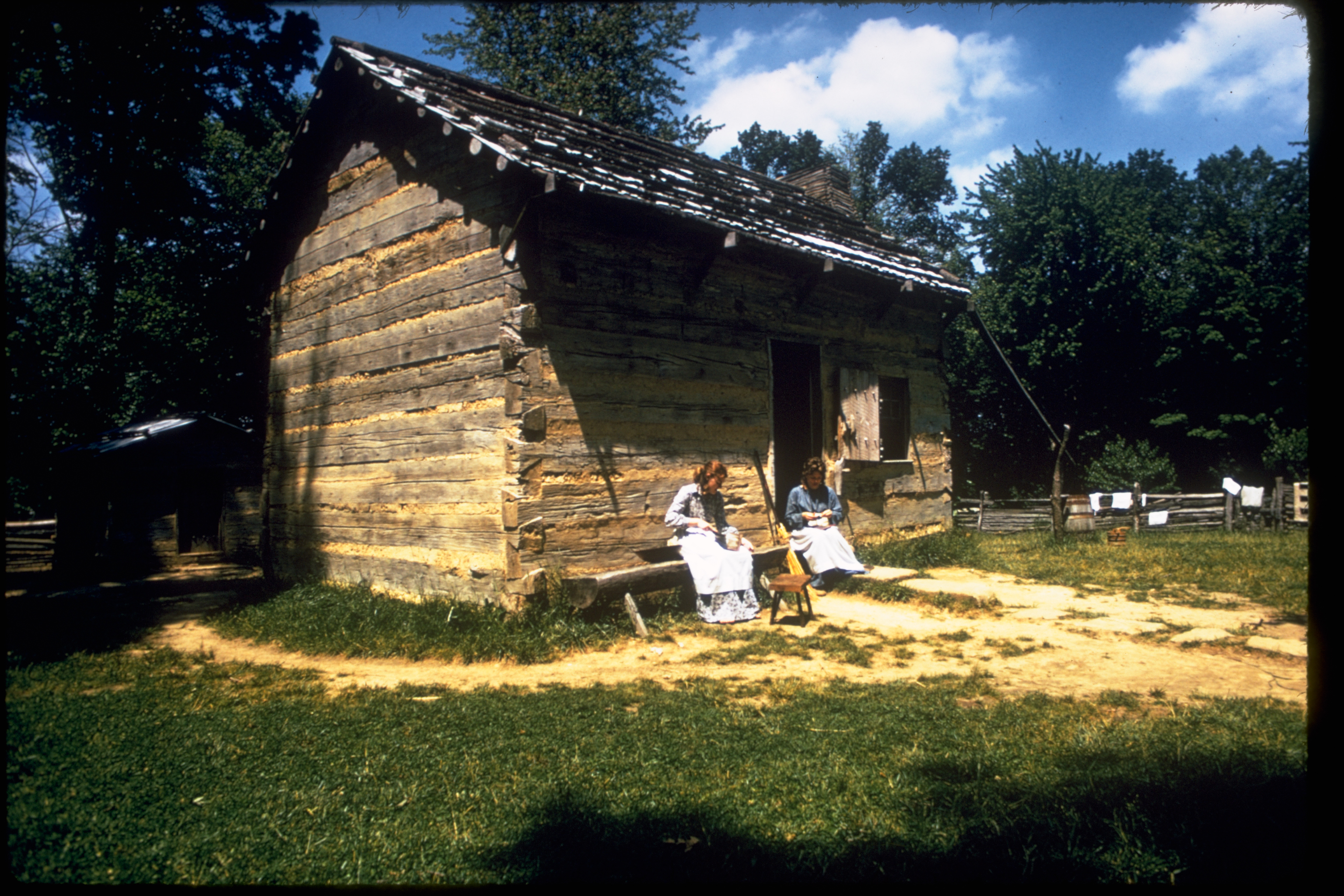
Lincoln Boyhood National Memorial

Das Spencer County ist ein County im US-Bundesstaat Indiana. Der Verwaltungssitz (County Seat) ist Rockport.

## Geographie
Das County liegt im Südsüdwesten von Indiana am Ohio River, der die Grenze zu Kentucky bildet. Es hat eine Fläche von 1.039 Quadratkilometern, wovon sieben Quadratkilometer Wasserfläche sind. An das Spencer County grenzen folgende Countys:
|                | Dubois County             |                           |
| Warrick County |                           | Perry County              |
|                | Daviess County (Kentucky) | Hancock County (Kentucky) |

## Geschichte
Das Spencer County wurde am 10. Januar 1818 aus ehemaligen Teilen des Perry County und des Warrick County gebildet. Benannt wurde es nach Spier Spencer (um 1770–1811), einem Helden in der Schlacht bei Tippecanoe.
Im Spencer County liegt eine National Historic Landmark, das Lincoln Boyhood National Memorial. Insgesamt sind 7 Bauwerke und Stätten des Countys im National Register of Historic Places eingetragen (Stand 3. September 2017).

## Demografische Daten
Nach der Volkszählung im Jahr 2010 lebten im Spencer County 20.952 Menschen in 8363 Haushalten. Die Bevölkerungsdichte betrug 20,3 Einwohner pro Quadratkilometer.
Ethnisch betrachtet setzte sich die Bevölkerung zusammen aus 96,9 Prozent Weißen, 0,5 Prozent Afroamerikanern, 0,2 Prozent amerikanischen Ureinwohnern, 0,3 Prozent Asiaten sowie aus anderen ethnischen Gruppen; 0,8 Prozent stammten von zwei oder mehr Ethnien ab. Unabhängig von der ethnischen Zugehörigkeit waren 2,5 Prozent der Bevölkerung spanischer oder lateinamerikanischer Abstammung.
In den 8363 Haushalten lebten statistisch je 2,36 Personen.
24,2 Prozent der Bevölkerung waren unter 18 Jahre alt, 60,8 Prozent waren zwischen 18 und 64 und 15,0 Prozent waren 65 Jahre oder älter. 49,7 Prozent der Bevölkerung war weiblich.

Das jährliche Durchschnittseinkommen eines Haushalts lag bei 49.006 USD. Das Prokopfeinkommen betrug 23.862 USD. 10,0 Prozent der Einwohner lebten unterhalb der Armutsgrenze.

## Orte im Spencer County
City
- Rockport

Towns
| - Chrisney - Dale - Gentryville | - Grandview - Richland City - Santa Claus |

Unincorporated Communitys
| - Africa - Bloomfield - Buffaloville - Centerville - Clay City - Enterprise - Eureka | - Evanston - Fulda - Hatfield - Huffman - Kennedy - Lake Mill - Lamar | - Liberal - Lincoln City - Mariah Hill - Maxville - Midway - New Boston - Newtonville | - Patronville - Pueblo - Reo - Rock Hill - Rockport Junction - Saint Meinrad - Sand Ridge | - Santa Fe - Schley - Silverdale |

Townships
- Carter Township
- Clay Township
- Grass Township
- Hammond Township
- Harrison Township
- Huff Township
- Jackson Township
- Luce Township
- Ohio Township